# Doto uva
Doto uva är en snäckart som beskrevs av Er. Marcus 1955. Doto uva ingår i släktet Doto och familjen Dotoidae. Inga underarter finns listade i Catalogue of Life.